# Basler Streichquartett
Das Basler Streichquartett wurde 1996 an der Musikakademie Basel gegründet (ein gleichnamiges Quartett existierte allerdings bereits von 1926 bis 1947). Seither wurde es von Musikern wie Walter Levin und Hatto Beyerle sowie vom Alban Berg Quartett gefördert. Weitere Impulse erhielt es von Mitgliedern des Amadeus-Quartetts und des Emerson String Quartets, sowie Leon Fleisher, György Sebök, György Kurtág, Sándor Zöldy (Végh-Quartett), Samuel Rhodes (Juilliard String Quartet) und Henry Mayer (LaSalle Quartet).
Die eigene Konzertreihe des Basler Streichquartetts ist in Basel und Zürich fester Bestandteil des Kulturlebens, wobei thematische Programme kennzeichnend sind, auch in spartenübergreifender Zusammenarbeit mit Regisseuren, Schauspielern, bildenden Künstlern, Tänzern und Schriftstellern (u. a. Franz Hohler, Urs Widmer, Peter Schweiger und Matthias Schuppli).

## Auszeichnungen und Konzerttätigkeit
1998 gewann das Basler Streichquartett den Wettbewerb der Basler Orchestergesellschaft und 1999 den Internationalen Max Reger Quartett-Wettbewerb in Weimar. 2000 wurde ihm der Förderpreis des Kantons Basel-Landschaft zugesprochen.
Im gleichen Jahr erschien die erste CD mit Werken von Haydn, Beethoven, Wolf und Kurtág bei amphion records. Das Basler Streichquartett spielte an internationalen Festivals in Paris, Jerusalem und Schleswig-Holstein. Einladungen zum Internationalen Musikmonat Basel, zum Davos-Festival, von der IGNM Basel und der IGNM Bern folgten. Zur Schönberg-Ausstellung in der Frankfurter Schirn gab es ein Lecture-Recital mit Walter Levin. 2006 debütierte das Basler Streichquartett in der Tonhalle Zürich.
2007 bis 2010 waren Höhepunkte eine Rumänien-Tournée, Konzerte am Veress-Festival Bern, an der Schubertiade von Espace 2 und die Kompositionswerkstatt am Festival Musikdorf Ernen. Im Oktober 2012 wurden die beiden Streichquartette von Sándor Veress eingespielt. Sein Konzert für Streichquartett und Sinfonieorchester wurde im Januar 2013 mit dem Hungarian Symphony Orchestra unter Jan Schultz aufgenommen. Die CD ist 2013 bei Toccata Classics (London) erschienen.

## Uraufführungen
In den letzten Jahren wurden unter anderem Quartette von Charles Koechlin (Freiburg/Albert-Konzerte), Daniel Glaus, Daniel Biro, Gustav Friedrichson, Mathias Ruegg, Chris Weinheimer (Zusammenarbeit mit dem Saarländischen Rundfunk) und Martin Derungs uraufgeführt. 2009 folgte die Uraufführung des dem Basler Streichquartett gewidmeten Werkes Zweiung von Roland Moser. 2012 vergab das Quartett einen Kompositionsauftrag an Cécile Marti. Ihr in diesem Rahmen entstandenes Werk Trapez wurde im Oktober desselben Jahres in Zürich vom Basler Streichquartett uraufgeführt.

## Aktuelle Besetzung
In der aktuellen Besetzung (Stand 2020) spielen Susanne Mathé, Violine, Hyunjong Reents-Kang, Violine, Teodor Dimitrov, Viola, und Alexandre Foster, Violoncello.